# Shojin ryori

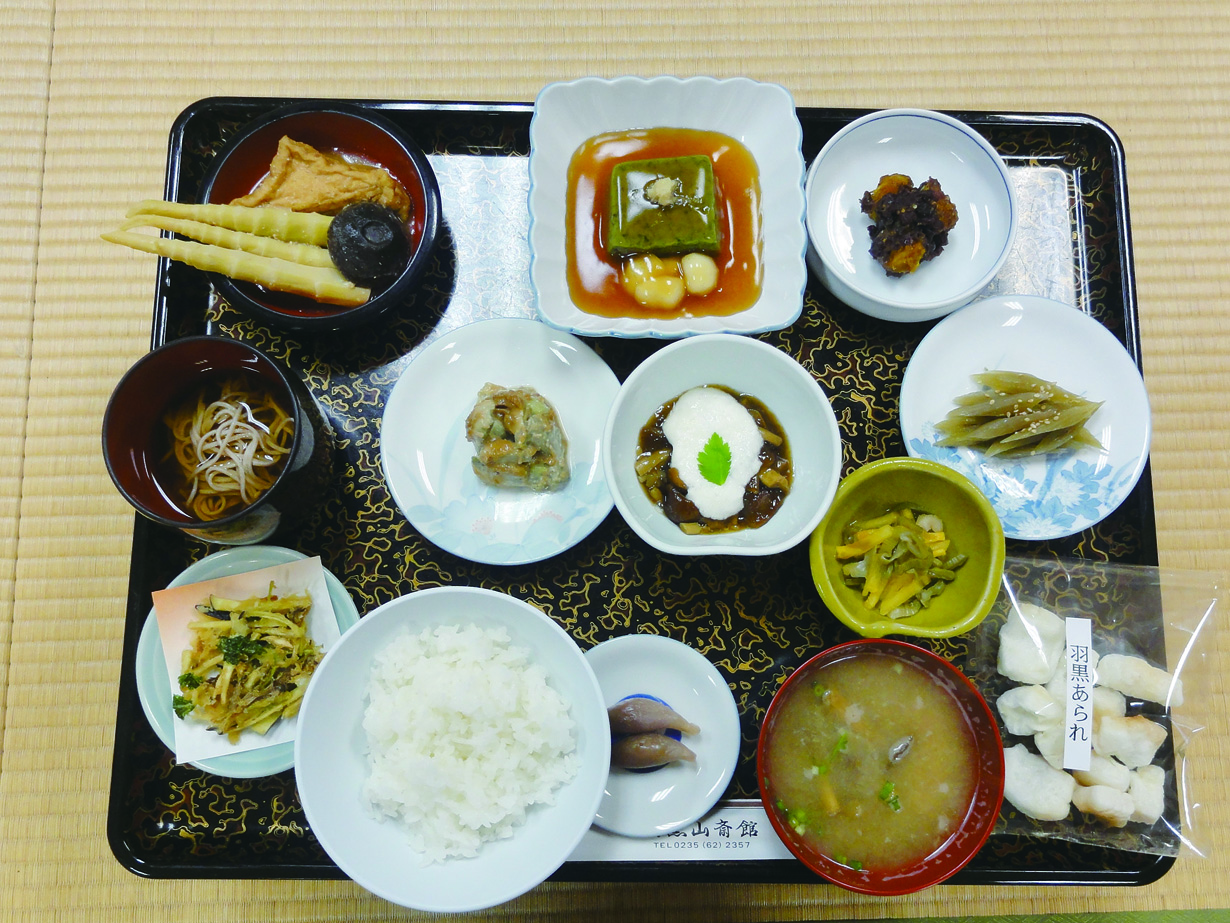
Brotes de bambú, champiñones, soba, arroz blanco, tofu de sésamo, verduras de montaña, sopa de miso y varios pequeños platos veganos.

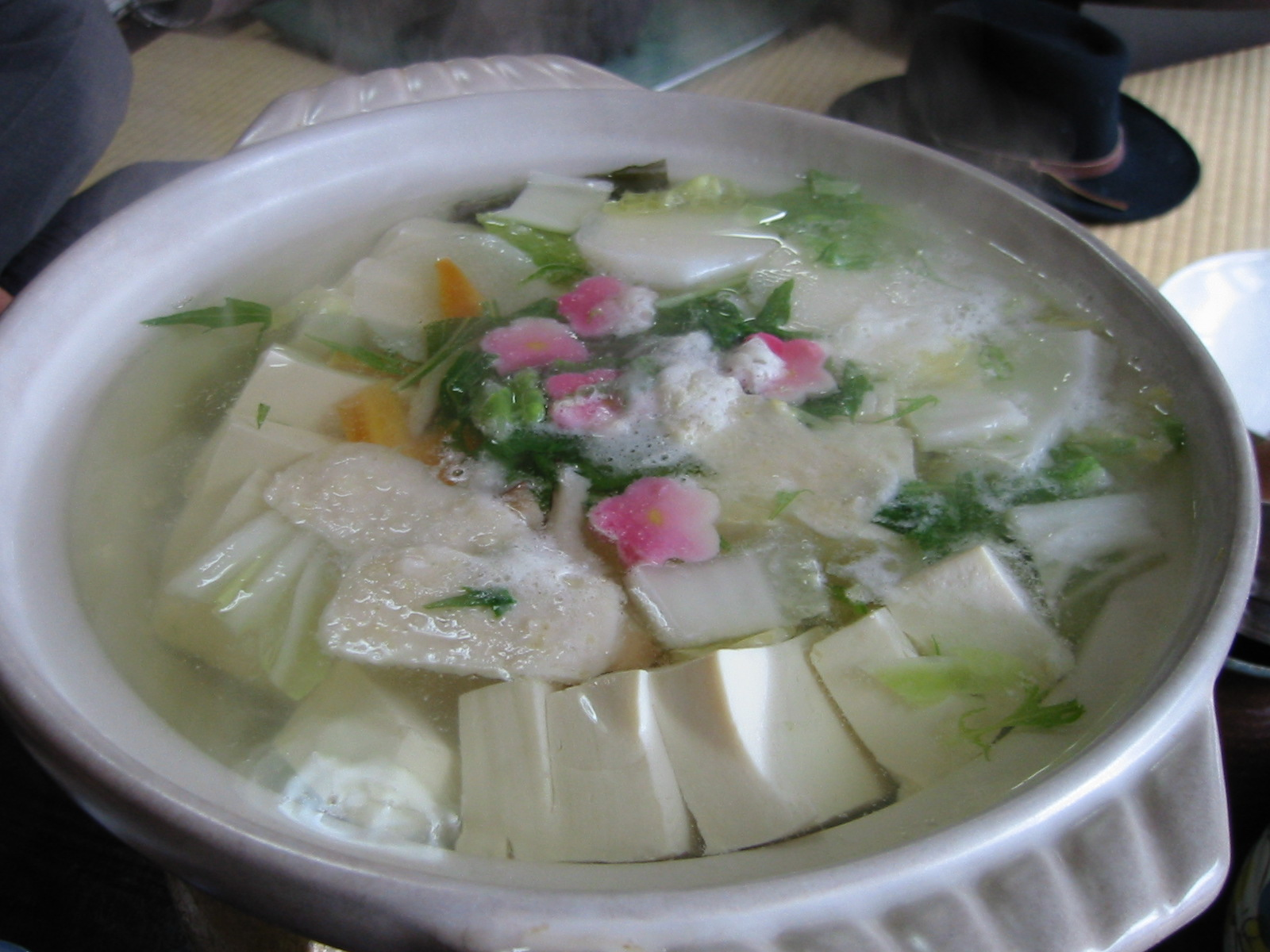
Ejemplo de un plato de shōjin-ryōri tomado en el templo zen Ryōan-ji de Kioto.

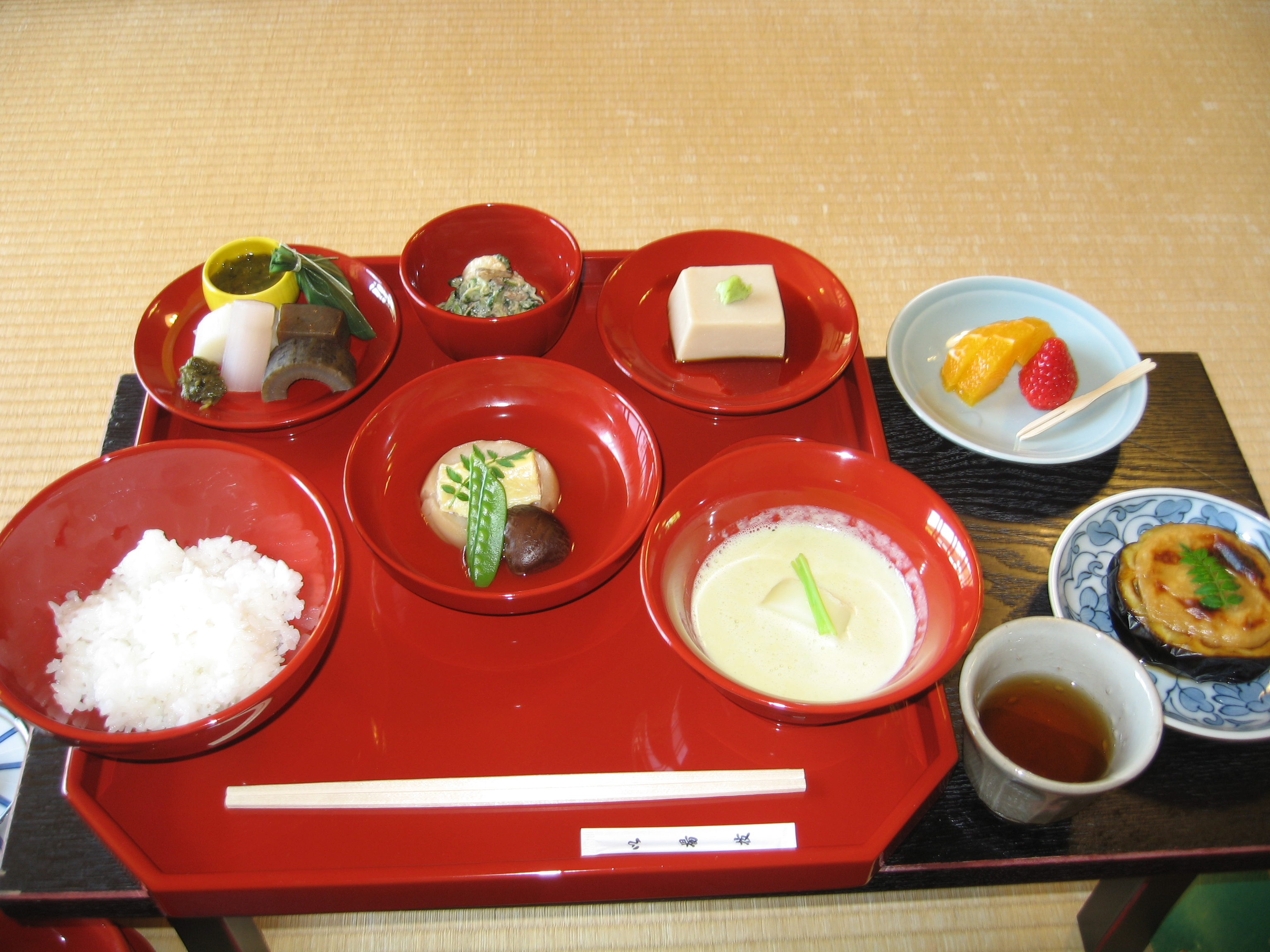
Platos de shōjin-ryōri en primavera.

La shojin ryori  (精進料理 shōjin ryōri?, "cocina de la devoción") es el nombre de una cocina compuesta por platos veganos que se sirven tradicionalmente en templos y santuarios japoneses que enseñan o apoyan los valores del shugendō. 
Originalmente consumido por monjes de la montaña llamados Yamabushi, la cocina shōjin-ryōri no utiliza ningún producto de origen animal, formando parte de una práctica estricta y rigurosa de las enseñanzas budistas. 
Etimológicamente, shōjin (精進?) significa en la religión sintoísta el hecho de retirarse del mundo secular para encontrar la serenidad. En la religión budista, este término se refiere más bien al hecho de gastar el cuerpo y el alma sin esperar nada a cambio. Puede deducirse que en ambas religiones, la palabra shōjin designa una virtud espiritual. Ryōri (料理?) significa cocina. Shōjin-ryōri podría traducirse como 'alimento espiritual' o 'alimento para la elevación espiritual'.

## Historia
En Japón, incluso antes de la introducción del budismo, la costumbre de limpiar el cuerpo y la mente evitando comer carne y pescado debido a la influencia, especialmente sintoísta, se estableció entre algunas clases. Con la introducción del budismo, monjes zen de China popularizaron una forma de cocina vegetariana en Japón, la shojin ryori.
El origen de la shōjin ryōri está arraigada en las enseñanzas de Siddhartha Gautama (Shakamuni en japonés) que declaró que estaba mal matar a una criatura sensible, incluso aunque fuese con el propósito de alimentarse, lo mismo que estaba mal robar, engañar, negar, forzar.
Los discípulos de Gautama adoptaron una dieta natural basada en alimentos que crecen en la naturaleza, para no causar sufrimiento por su propio bien, tal como les había enseñado su maestro. El origen del shōjin ryōri en Japón se puede establecer en el 675, cuando el emperador Tenmu prohibió a los monjes comer carne por un edicto imperial.
Esta práctica de preparar comidas con verduras sazonadas y plantas silvestres de las montañas, servido con algas marinas, cuajada de soja fresca (o deshidratada) y nueces, piñones o cacahuetes es una tradición que sigue viva en los templos zen, hoy día. A veces, la preparación se cocina en un típico irori (hogar en el suelo).

## Cocina regional
Existen algunas características para cada cocina regional. La especialidad culinaria de Kōya-san es la shojin-ryori que es servida en los shukubō y es famosa por sus dos tipos de tofu, el koya-dofu y el goma-dofu. El primero aprovecha el frío invernal de las montañas para extraer las proteínas y la grasa de los brotes de soja, congelándose a continuación y dejándolo envejecer, formando una masa esponjosa que para comerlo, se seca al fuego. El segundo se prepara con semillas de sésamo que se muelen hasta ontener una masa parecida a la mantequilla. Después se añade almidón y agua y se cuece lentamente, produciendo un tofu suave.
Entre las diversas variedades de la cocina de calidad de Kioto, colectivamente llamada Kyo-ryori, con productos estacionales destacan las denominadas shojin-ryori, la comida de los monjes, la yusoku-ryori, la comida favorita del emperador y la antigua nobleza, la kaiseki-ryori, que presenta varios pequeños platos para ser servida antes de la ceremonia del té o la obanzai, la cocina casera.